# Moviebox
Moviebox er en videobåndmaskine til udlejning, der blev markedsført af firmaet Esselte, produceret af Funai og udlejet af videobåndudlejningsbutikker. Den har en timer indbygget, så den kan indstilles til kun at fungere i en vis periode. 
Konceptet eksisterede muligvis fra 1980 til 1999, for eksempel i en udgave med en Funai VIP-1000 bygget ind i en kuffert med timerur.

## Afledte navne

### Podcast
Casper Christensen, Ask Hasselbalch, Sonny Lahey og Niels Paridon er værter på podcasten Moviebox, der anbefaler og kritiserer film fra slut-halvfjerdserne til starten af halvfemserne, dog med afstikkere tilbage før den periode. Overordnet er emnet film, der ville være kunnet købt eller lejet på videobånd i perioden, med vægt på de mere obskure. 

### Magasin
Moviebox var også et gratis filmmagasin, der udkom hver anden måned, med første udgivelse 7. september 2010. Chefredaktøren var Casper Christensen.[kilde mangler] Moviebox blev udgivet i samarbejde med Foreningen af danske videogramdistributører, Blockbuster, Videoclub og Aller Client Publishing, havde et oplag på 100.000 og var dermed Danmarks største filmmagasin.[kilde mangler]